# Circuit urbain de Brooklyn
Le circuit urbain de Brooklyn est un circuit automobile temporaire empruntant le port de New York. Il a accueilli à deux reprises l’ePrix de New York comptant pour le championnat de Formule E FIA.

## Historique
La première édition s'y tient le 15 juillet 2017. Les ePrix de 2017 et 2018 ont été disputés en double manche.

## Description
Le tracé est composé de dix virages et est long de 1,947 km.

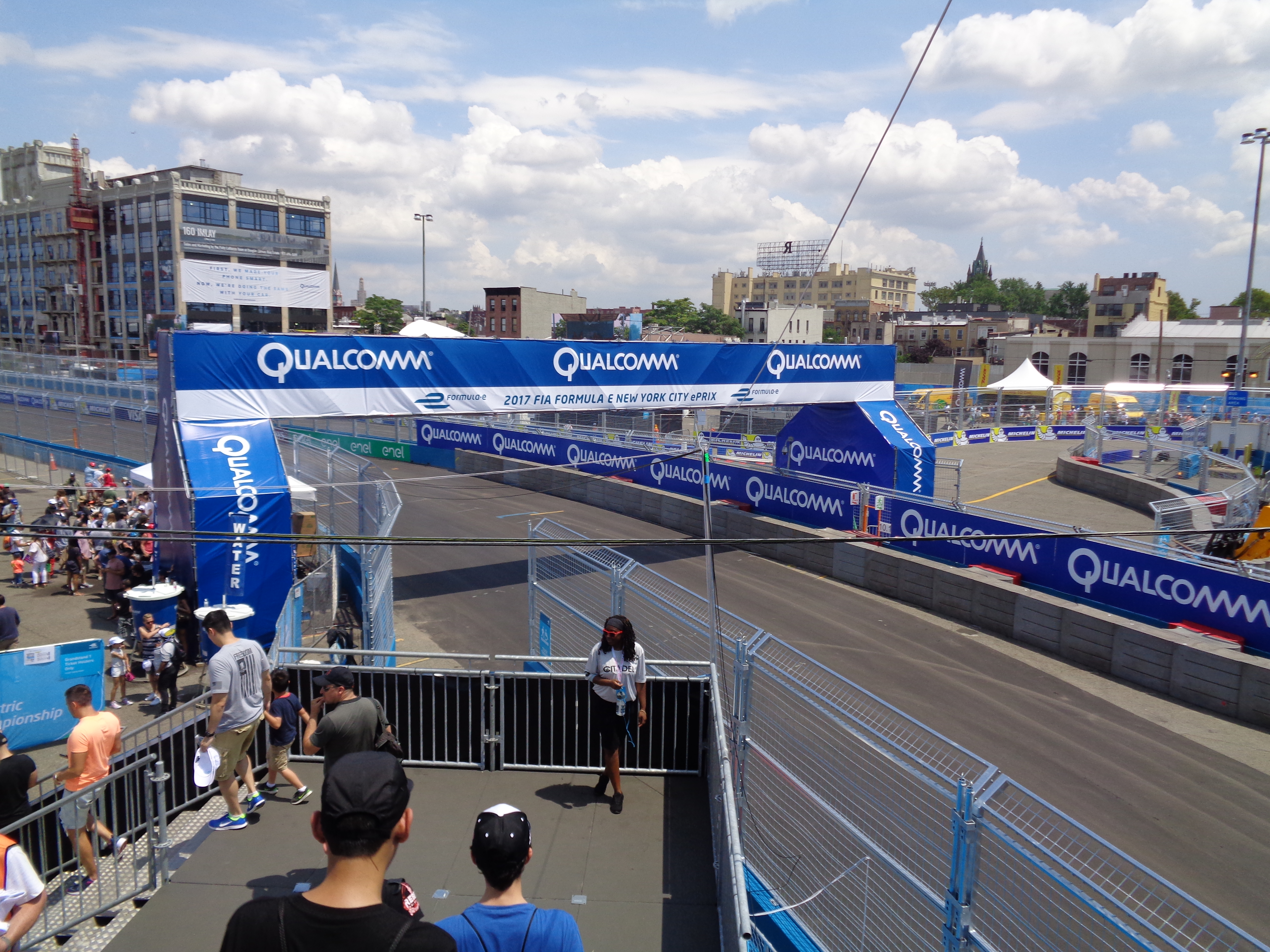
Vue d'une partie du circuit.

Le circuit a été placé sur une partie du port de New York, il utilise les rues du quartier Red Hook dans l’arrondissement de Brooklyn.